# 伊集院駅

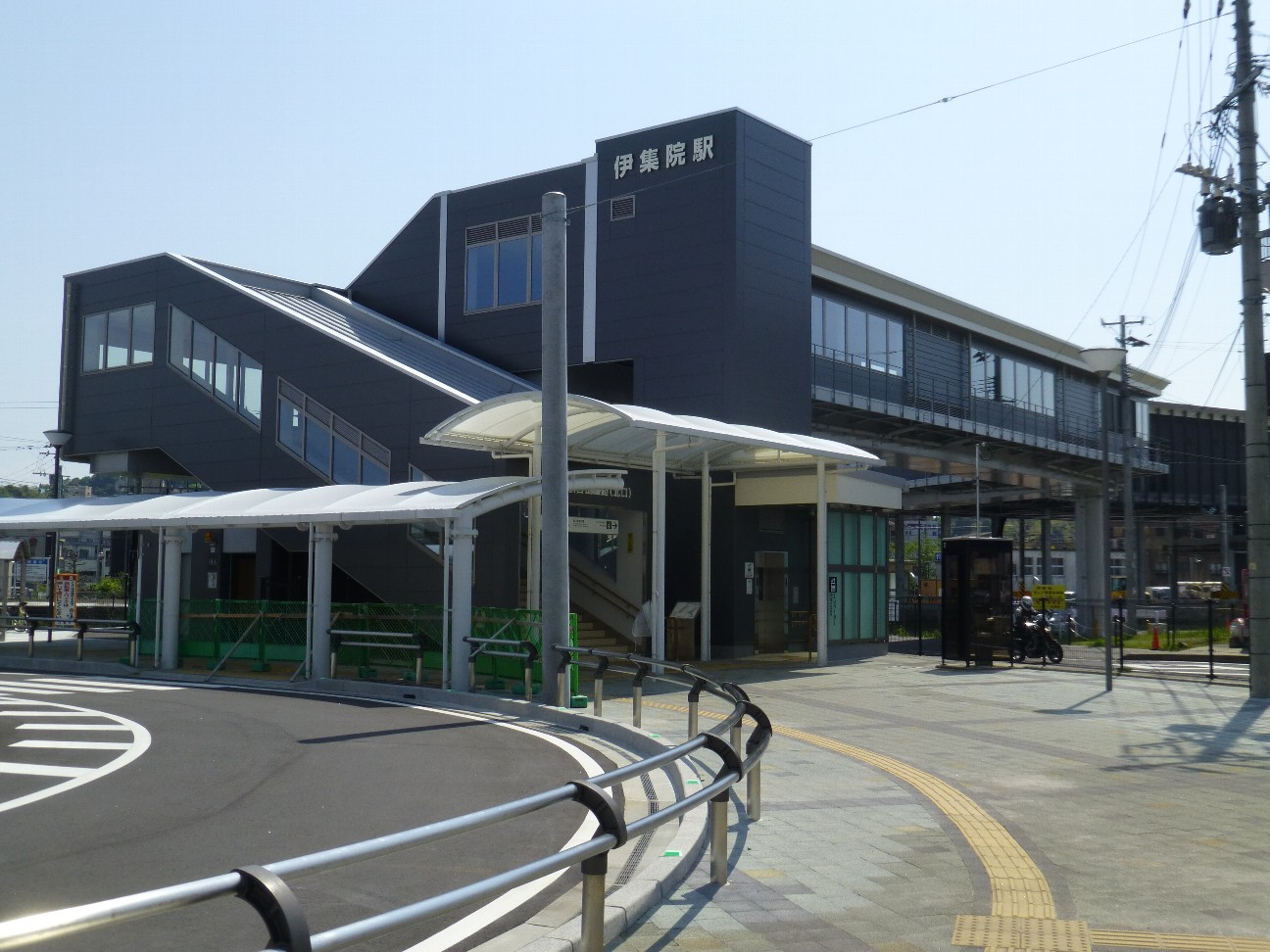
橋上化後の北口（2016年4月）

伊集院駅（いじゅういんえき）は、鹿児島県日置市伊集院町徳重にある、九州旅客鉄道（JR九州）鹿児島本線の駅である。
旧・伊集院町内唯一の鉄道駅で、日置市の代表駅。昭和59年（1984年）まで枕崎駅までを結ぶ鹿児島交通枕崎線（南薩鉄道）が接続していた。

## 歴史
- 1913年（大正2年）10月11日：鉄道院川内線東市来駅 - 鹿児島駅間開通時に開設[2]。
- 1914年（大正3年）4月1日：南薩鉄道[注釈 1]当駅 - 伊作駅間開業。
- 1927年（昭和2年）10月17日：八代 - 川内 - 鹿児島駅間全通により川内本線から鹿児島本線に改称。
- 1949年（昭和24年）
  - 2月1日：南薩鉄道が当駅 - 鹿児島駅まで国鉄に乗入開始[注釈 2]。
  - 6月1日：昭和天皇の戦後巡幸。お召し列車が7分間停車し、駅前奉迎が行われる[3]。
- 1954年（昭和29年）11月11日：南薩鉄道鹿児島乗入が3往復に増加。
- 1963年（昭和38年）2月6日：鉄筋平屋建て駅舎に改築[4]。
- 1978年（昭和53年）：同年から鹿児島本線の当駅熊本方に電留線（洗浄線2本・発着線2本）を新設する工事を開始。鹿児島運転所（当時）の収容能力が限界に達しつつあったことによる[5]。
- 1979年（昭和54年）10月1日：熊本方の電留線使用開始[5]。
- 1983年（昭和58年）6月21日：豪雨被害により、鹿児島交通枕崎線全線休止。同年7月1日、鹿児島交通枕崎線日置 - 加世田間で営業を再開。
- 1984年（昭和59年）
  - 2月1日：貨物取扱廃止[6]。
  - 3月18日：当駅 - 日置間が復旧しないまま、鹿児島交通枕崎線全線が廃止。
- 1985年（昭和60年）3月14日：荷物扱い廃止[6]。
- 1987年（昭和62年）4月1日：国鉄分割民営化により九州旅客鉄道が継承[6]。
- 1988年（昭和63年）2月19日：みどりの窓口が新設される[7]。
- 2004年（平成16年）3月13日：九州新幹線部分開業に伴うダイヤ改正により、当駅に停車する特急列車が消滅。また、九州新幹線開業に伴うドリームつばめ廃止に伴い鹿児島中央駅 → 川内駅間で最終列車として運行される快速列車の停車駅となる[注釈 3]。
- 2008年（平成20年）3月15日：肥薩おれんじ鉄道線に直通する快速列車が運行開始、停車駅となる。
- 2011年（平成23年）3月12日：川内エクスプレスが運行を開始し、当駅に停車する特急列車が復活する。
- 2012年（平成24年）12月1日：ICカードSUGOCAの利用を開始[8]。
- 2015年（平成27年）6月6日：駅舎が橋上駅化され、北口駅前広場[注釈 4]と南口駅前広場を結ぶ自由通路が設置される[9][10][11]。
- 2016年（平成28年）3月25日：川内エクスプレスが運行終了。
- 2022年（令和4年）3月12日：駅の窓口営業時間が7時30分 - 12時までとなる[12]。
- 2023年（令和5年）10月1日：JR九州サービスサポートによる業務委託駅から[13]九州旅客鉄道本体による直営駅へと変更される[14]。

## 駅構造
島式ホーム1面2線を有する地上駅。現駅舎は、2011年着工、平成27年（2015年）6月6日に供用を開始した橋上駅舎で、3代目駅舎に当たる。北口と南口を結ぶ自由通路と連結されている。北口、南口とホームの3ヶ所には、エレベーターも設置されており、北口、南口の入口付近と改札口内にはトイレも設置されている。また、北口階段降り口とエレベーター入口そばにある駅構内壁面には、甲冑、薩摩焼、薩摩琵琶、日置瓦と日置瓦製の鯱が展示されている。改札前自由通路内、北口ロータリー、南口ロータリーの3箇所には、日置市の観光情報などが表示される液晶タッチパネル式のデジタルサイネージ観光案内標識「日置市情報案内板（HIOKI CITY INFORMATION）」が平成30年（2018年）3月から設置されている。戦国武将・島津義弘ゆかりの日置市では、鎧兜や着物姿の日置市役所職員が、義弘を中心に島津義久、島津歳久、島津家久の島津四兄弟、甥の島津豊久、父の島津貴久、祖父の島津忠良、妻の実窓夫人、部下の長寿院盛淳と山田有栄に扮する「ひおきPR武将隊」を平成31年（2019年）4月に結成して全国を巡っていることもあり、同年8月9日からは通路や階段やエレベーター出入口を含めた駅構内全体が、ひおきPR武将隊や戦国島津氏関連で装飾されたコラボ企画等も行っている。
JR九州本体が駅業務を行う直営駅で、みどりの窓口が設置されている。タッチパネル式自動券売機が2台設置、改札内にはICカードチャージ機が設置されている。IC乗車カード「SUGOCA」の利用が可能で、自動改札機が設置されている。SUGOCAは、みどりの窓口や自動券売機で購入可能。
かつて当駅から熊本方面の東市来駅側には頭端式留置線群が本線の北側に並行して伸びており、本線が徳重トンネルを通過する間も留置線はトンネルに入らずに伸びており、トンネル出口付近で再び本線と並行していた。2000年中頃までに留置線が不要となり撤去されたが、架線柱の一部は本線と留置線を跨ぐ幅広のものが数本そのまま残っている。なお留置線と共に使用されていた本線上下線間の片渡り線は現在も存置され運用中である。
旧鹿児島交通枕崎線の線路に当たる部分は、橋上化前は駐車場として供用されていた。2009年8月26日放映のテレビ朝日の「ナニコレ珍百景」でも、「珍百景No.371 電車以外が走る線路」として取上げられた。この駐車場は鹿児島県外への列車を利用する場合は、無料で利用が可能であった。

### のりば
| 番線 | 路線        | 方向 | 行先             | 備考          |
| ---- | ----------- | ---- | ---------------- | ------------- |
| 1    | ■鹿児島本線 | 上り | 串木野・川内方面 | 一部2番のりば |
| 2    | ■鹿児島本線 | 下り | 鹿児島中央方面   | 一部1番のりば |

基本的に上下別でホームを使い分けるが、折返し列車発着の関係で逆のホームから発車する列車もある。

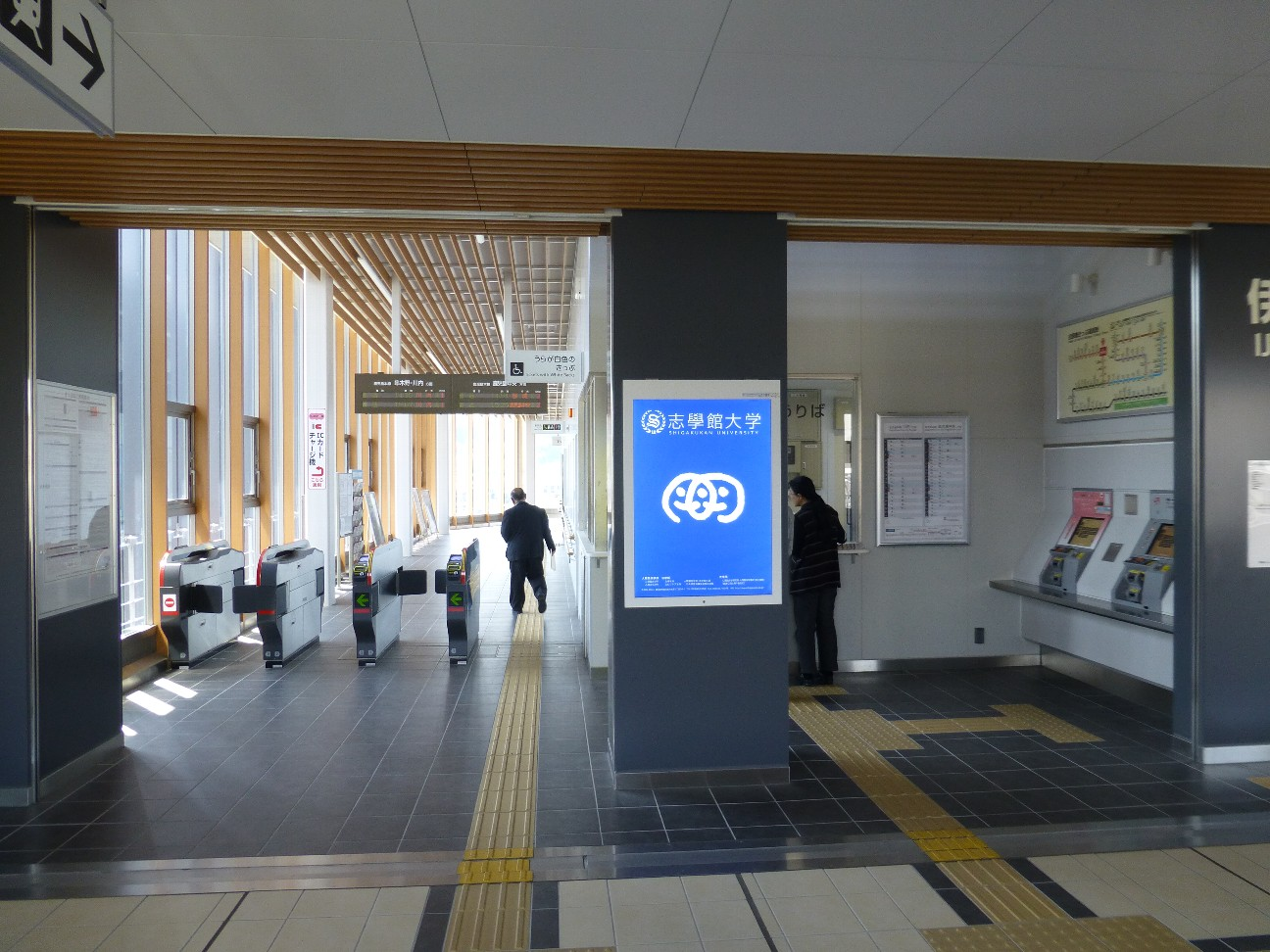
橋上駅舎の改札口
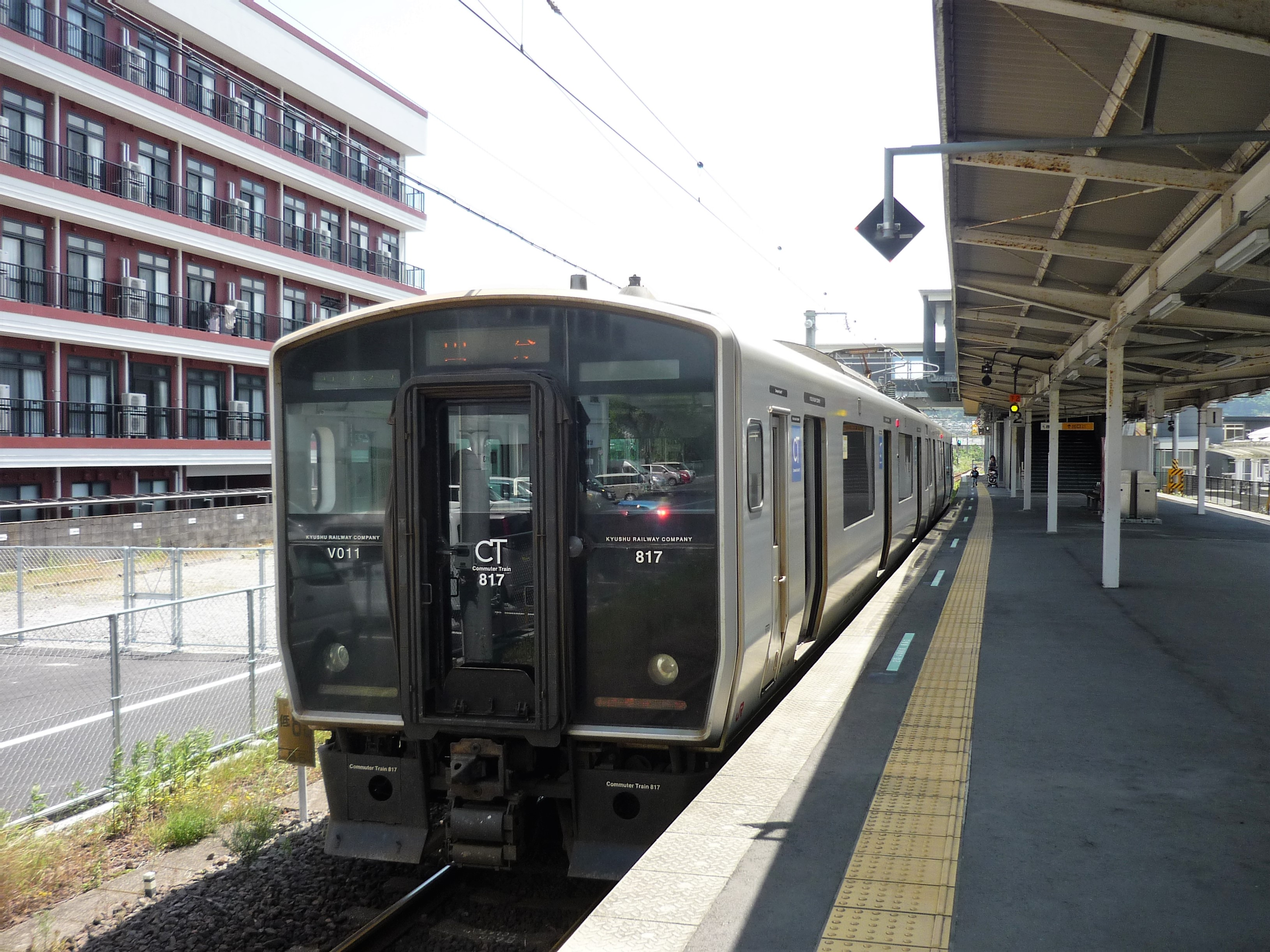
ホーム（2018年5月）
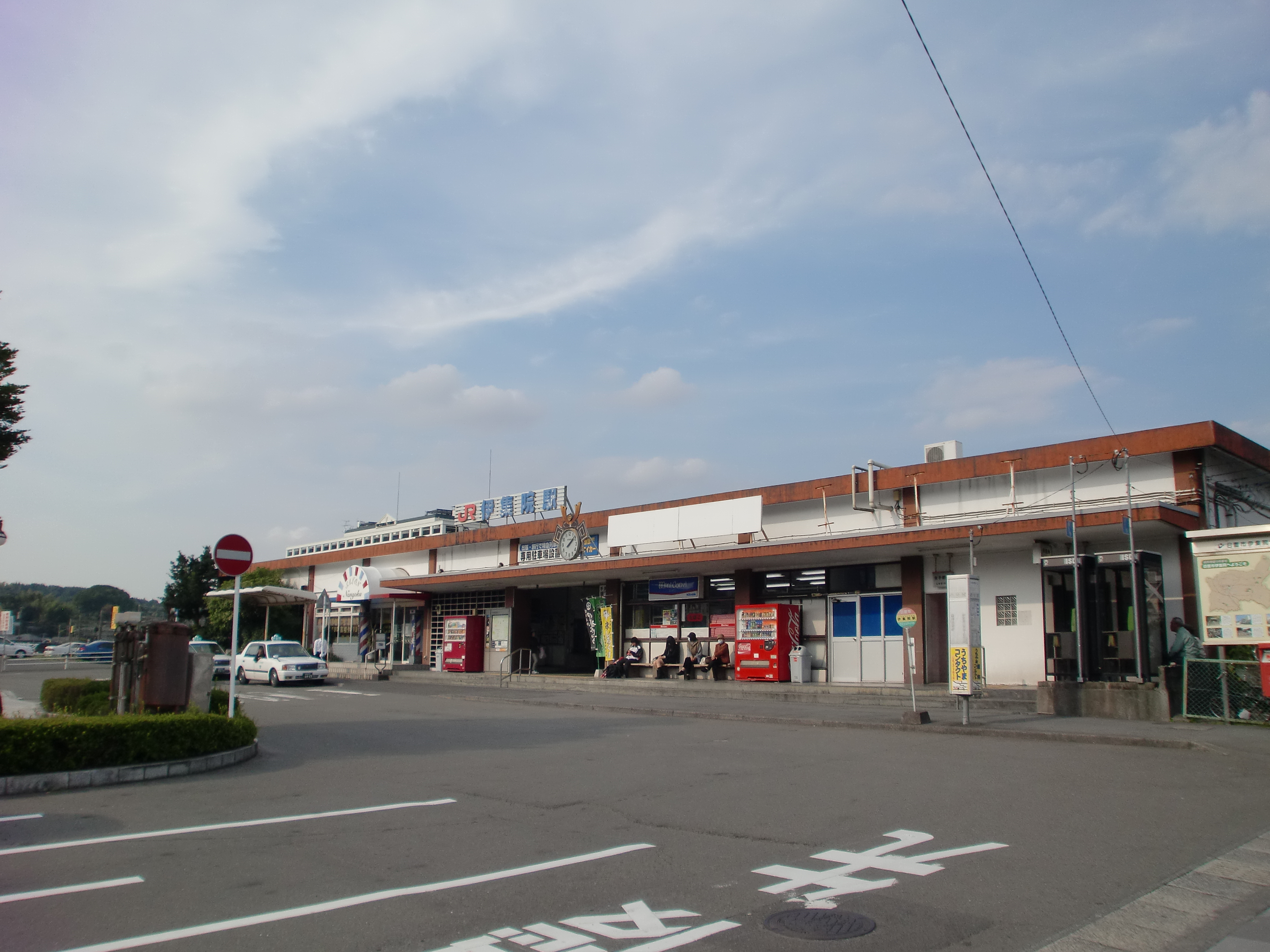
橋上化される前の駅舎
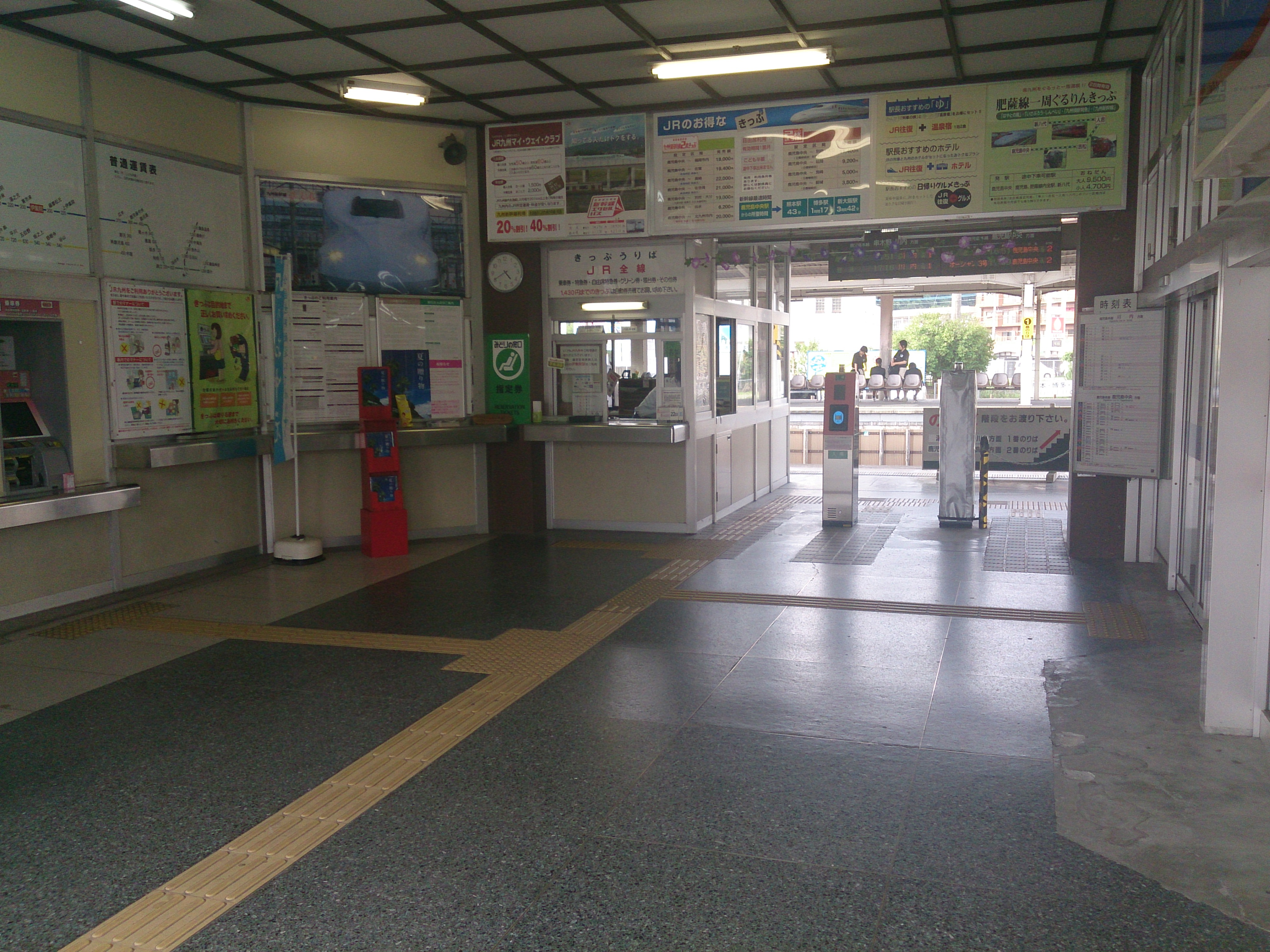
橋上化前の駅舎内
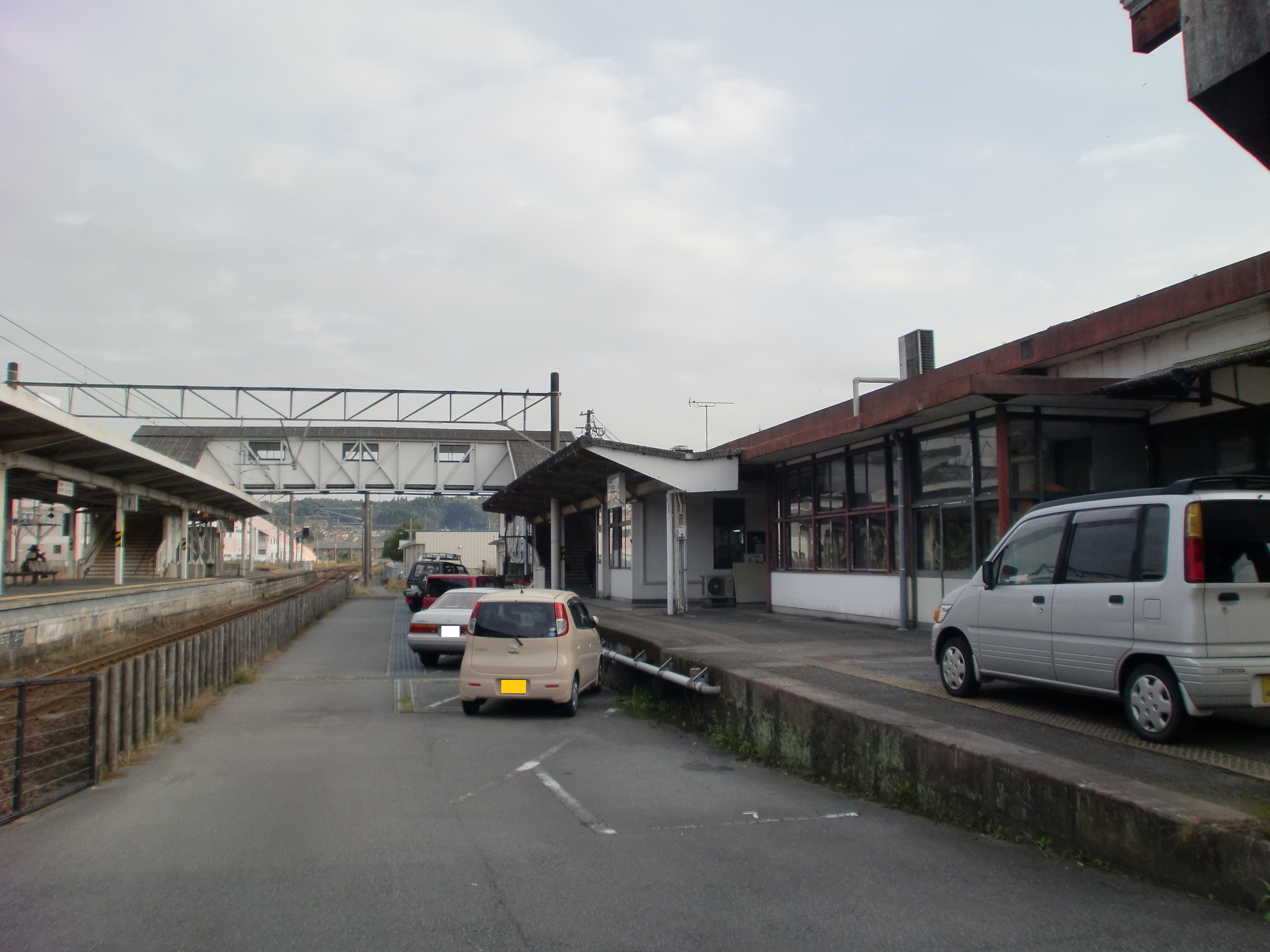
鹿児島交通枕崎線のホーム跡を利用した駐車場（橋上化前）
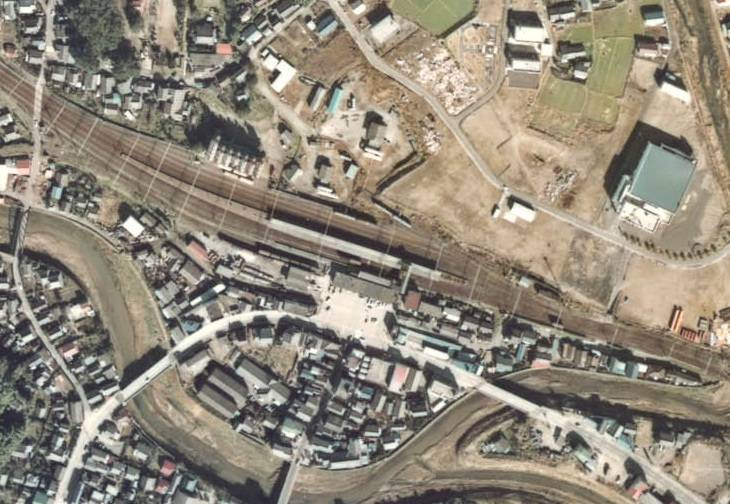
1974年頃の伊集院駅上空。国土交通省 国土地理院 地図・空中写真閲覧サービスの空中写真を基に作成

## 利用状況
令和5年（2023年）度の1日平均乗車人員は2,161人である。
| 年度 | 1日平均 乗車人員 | 1日平均 乗降人員 |
| ---- | ---------------- | ---------------- |
| 2007 | 2,547            | 5,087            |
| 2008 | 2,559            | 5,102            |
| 2009 | 2,548            | 5,090            |
| 2010 | 2,516            | 5,015            |
| 2011 | 2,520            | 5,032            |
| 2012 | 2,610            | 5,208            |
| 2013 | 2,698            | 5,380            |
| 2014 | 2,528            | 5,051            |
| 2015 | 2,535            | 5,071            |
| 2016 | 2,457            |                  |
| 2017 | 2,427            |                  |
| 2018 | 2,482            |                  |
| 2019 | 2,472            |                  |
| 2020 | 1,997            |                  |
| 2021 | 2,008            |                  |
| 2022 | 2,049            |                  |
| 2023 | 2,161            |                  |

## 駅周辺

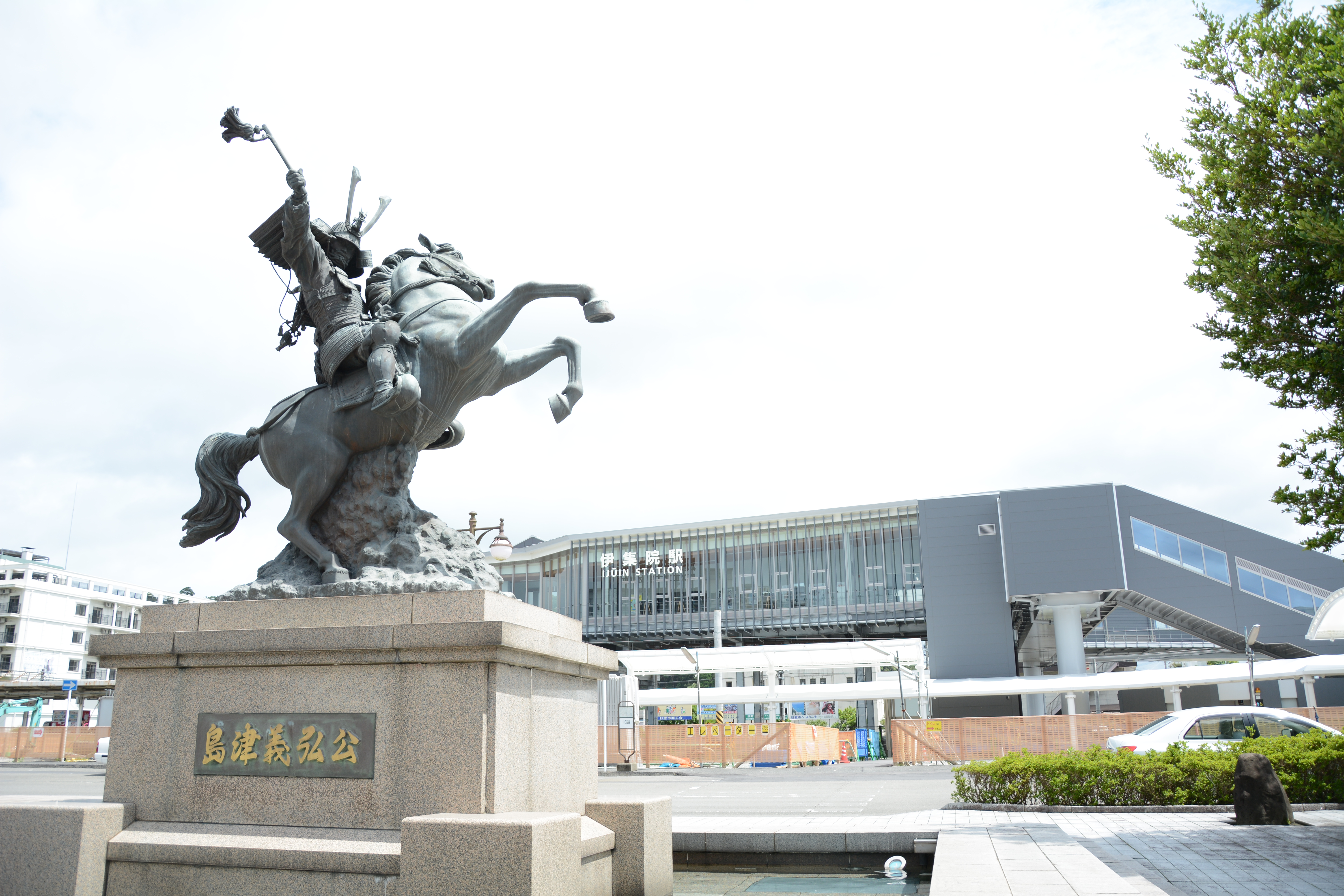
島津義弘公騎馬像（2016年7月）

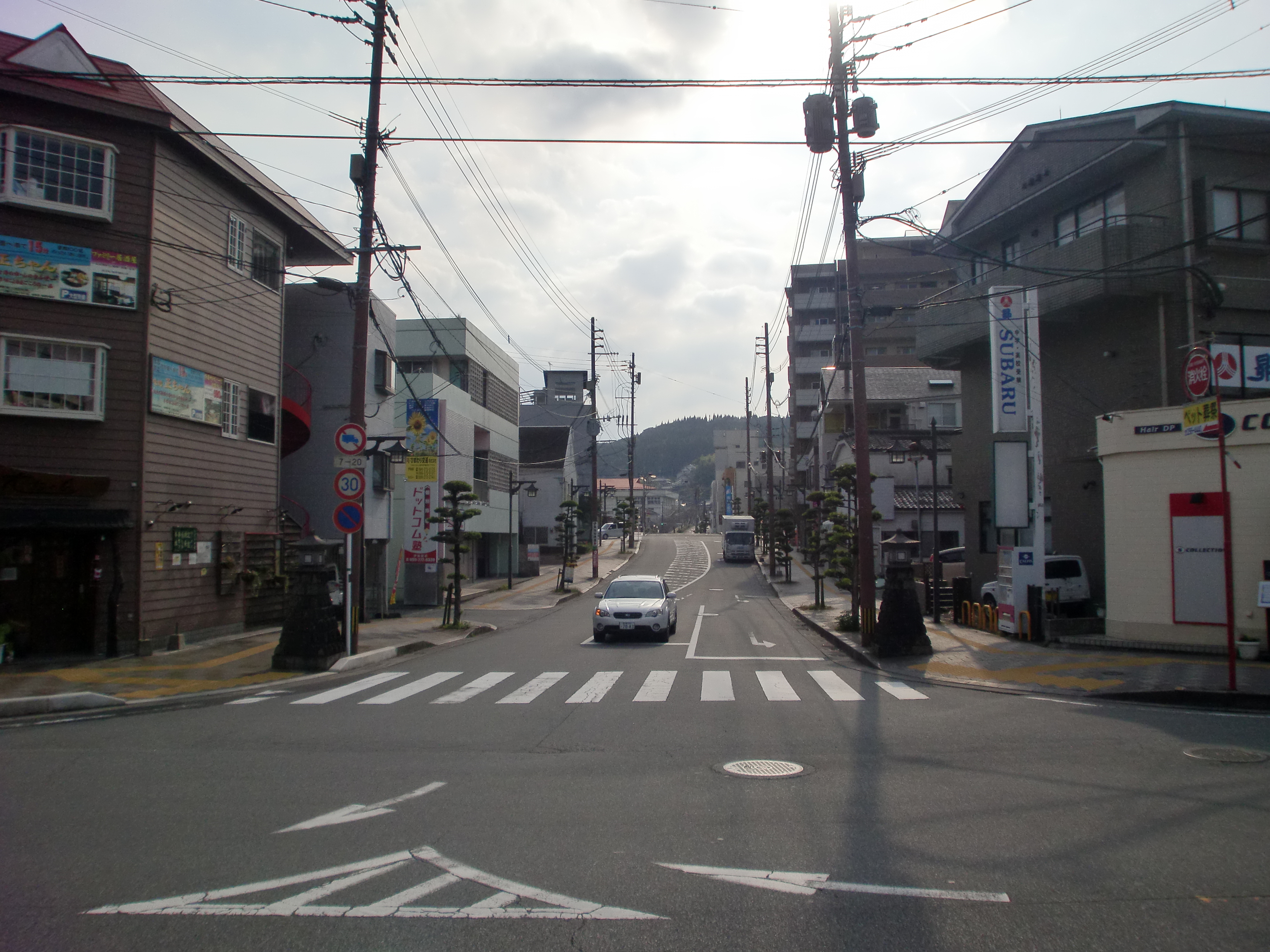
南口前交差点周辺（2011年11月）

北口は2016年度に利用が始まり、同時に北口ロータリーの未完成部分と駐車場についても整備が行われ、南口前の改修も交差点やロータリー等の形状を一新する約3200平方メートルの整備が2018年に完了。同年3月30日、南口前でJR伊集院駅周辺整備事業の完成式典が市長を含む約90人の関係者出席の下行われ、日置市内に工場があるシチズン時計が南口へ新たに寄贈した時計塔の除幕式も行われた。南口ロータリーには、交番や2階部分に屋外広告LEDビジョンが設置されている日置市観光案内所も隣接している。南口ロータリーの道路側には、彫刻家の中村晋也が制作して昭和63年（1988年）10月に建立された、鎧兜姿で勇ましく馬に跨る島津義弘の銅像があり、2017年11月24日には南口前交差点の位置を変えるため西側に22m移動した。
南口ロータリーには、最大214台収容可能でIC乗車カード「SUGOCA」も利用可能、ゲート式コインパーキング『伊集院駅西側駐車場』が隣接しており、北口ロータリー内には、最大8台収容可能でフラップ板によるロック式コインパーキング『伊集院駅北口駐車場』がある。どちらも30分以内は無料で利用出来る。また、南口ロータリー、北口ロータリーにはそれぞれ、障害者駐車スペースの『障害者乗降所』が各1台分ある。

### 南口
- 一宇治城跡[注釈 11]
歴史公園の『城山（）公園』として整備され、敷地内にはフランシスコ・ザビエルと島津貴久の会見の記念碑もある[22]。
- 伊集院護国神社
- ハローワーク伊集院
- 伊集院簡易裁判所
- 伊集院税務署
- 日置市立伊集院小学校
- 日置市立伊集院中学校
- 鹿児島育英館中学校・高等学校
- 鹿児島城西高等学校

### 北口
- 徳重神社
- 妙円寺
- 鹿児島県立伊集院高等学校
- 日置市役所[注釈 12]
- グラード伊集院

## バス路線
駅前に「伊集院」停留所があり、鹿児島交通の路線が発着する。
- 51・57・71：鹿児島駅[23]
- 57・71：上川内[23]
- 伊作・加世田・枕崎[23]
- 妙円寺・段[23]
- 伊集院高校[23]

## 隣の駅
九州旅客鉄道（JR九州）
■鹿児島本線
東市来駅 - 伊集院駅 - 薩摩松元駅

### かつて存在した路線
鹿児島交通
■枕崎線
伊集院駅 - 上日置駅